# Lanakerveld

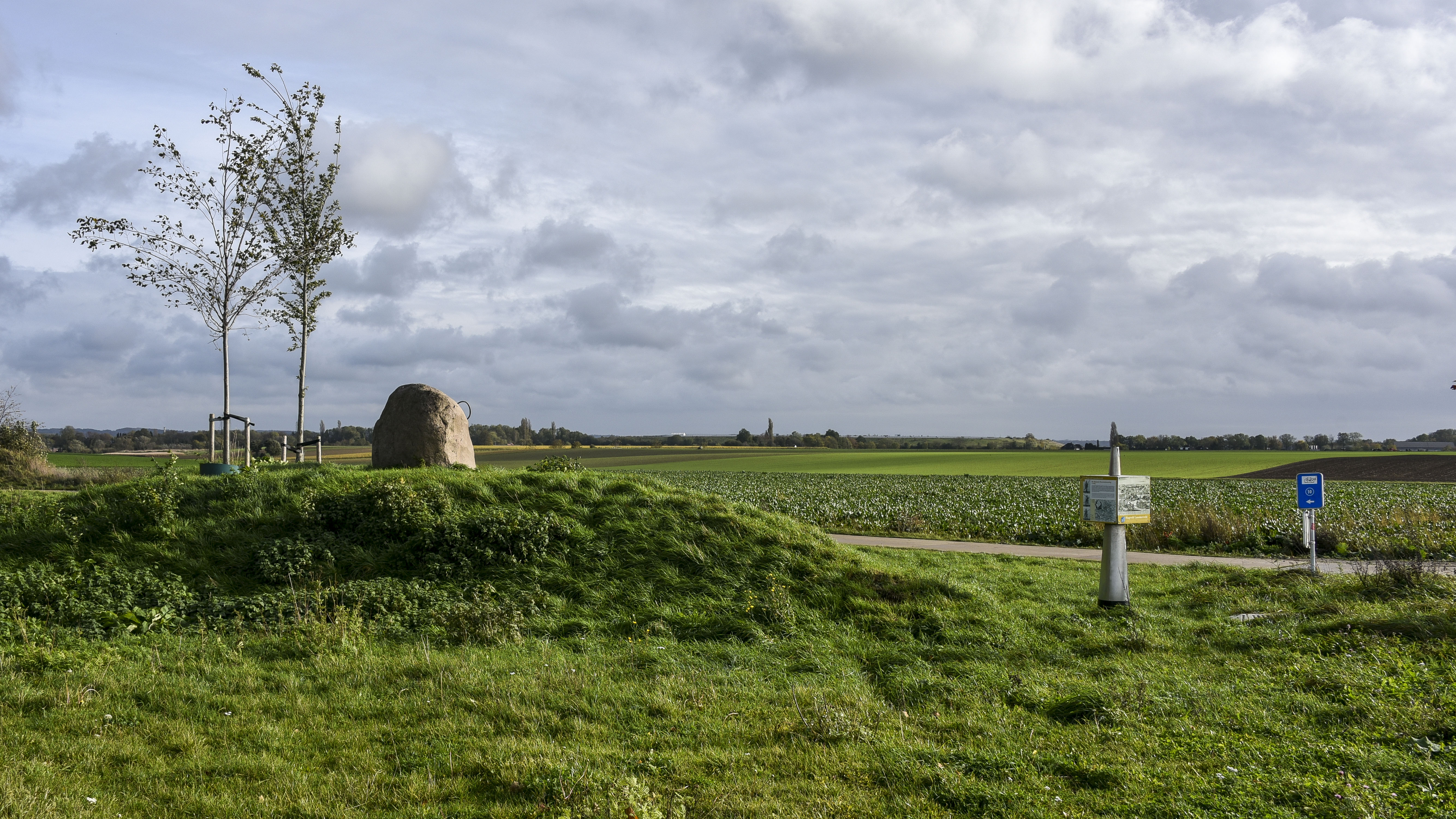
Gedenksteen als herinnering aan het Lanakerveld als slagveld

Lanakerveld is een van de 44 buurten van de Nederlandse stad Maastricht. Het dunbevolkte gebied in het noordwesten van de gemeente bestaat voornamelijk uit landbouwgronden. In het verleden strekte het gebied zich uit tot aan de grenzen van de plaatsen Lanaken en Veldwezelt en was de locatie voor een aantal confrontaties die plaatsvonden tijdens de belegeringen van Maastricht in de 16e en 17e eeuw en de Spaanse Successieoorlog.

## Ligging

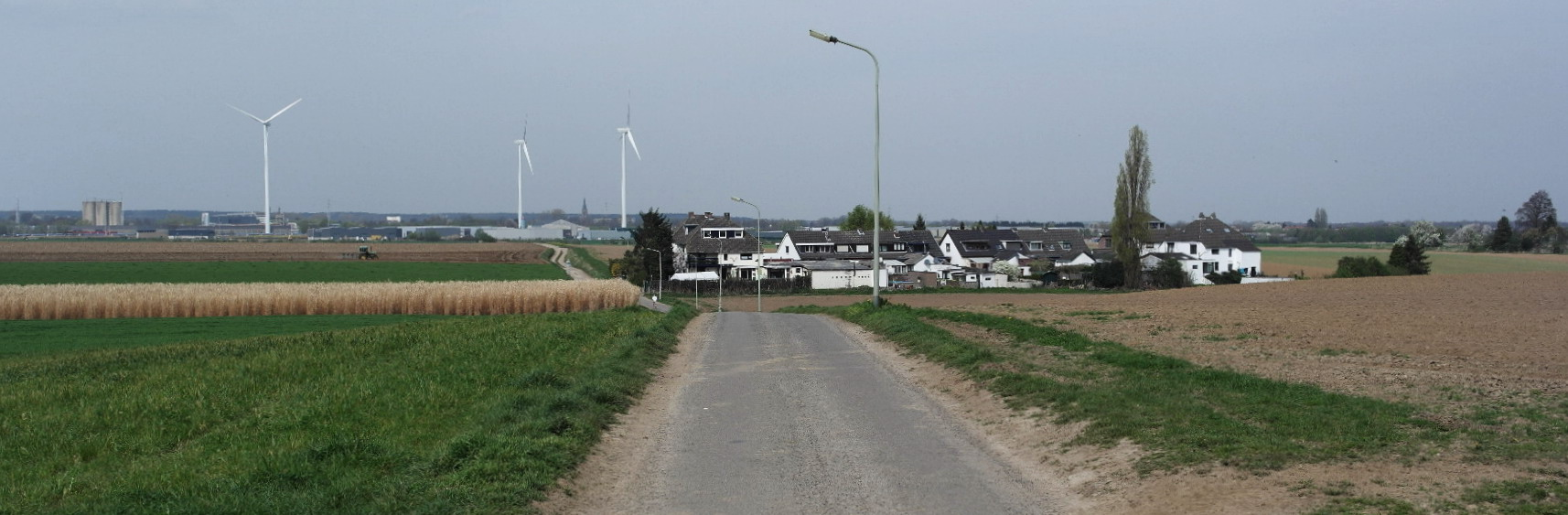
De Lanakerweg met links Oud-Caberg en rechts Lanakerveld. Het woonwijkje ligt aan de Kozakkenweg. De windturbines staan op Belgisch grondgebied

Lanakerveld ligt ingeklemd tussen de buurten Oud-Caberg in het westen en Belvédère in het oosten. Aan de noordkant ligt de Belgische grens met het dorp Smeermaas (deelgemeente van Lanaken).

## Geschiedenis
Op diverse plaatsen in het Lanakerveld zijn in 2008 bij opgravingen sporen van Bandkeramiekers-nederzettingen (±5000 v.Chr.) teruggevonden. Ook werden sporen aangetroffen uit de Michelsbergcultuur (±4000 v.Chr.).
Tijdens archeologisch onderzoek in 2017 vond men op het historische Lanakerveld resten terug van het Fort van de Zouw uit de Karolingische tijd.

### Plannen
Het gebied is jarenlang onbebouwd gebleven omdat hier het zogenaamde Cabergkanaal geprojecteerd was. In 2013 werd definitief van deze plannen afgezien. Eind 20e eeuw bestonden er plannen om in Lanakerveld een grootschalige nieuwbouwwijk te realiseren. Door de geringe bevolkingsgroei van Maastricht en veranderde stedenbouwkundige inzichten (inbreiding in plaats van uitbreiding), werd geleidelijk duidelijk dat deze wijk er niet zou komen. In het eerste decennium van de 21e eeuw werden plannen ontwikkeld om het gebied te betrekken bij het Vlaamse initiatief om langs het Albertkanaal bij Lanaken het grensoverschrijdend bedrijventerrein 'Lanaekerveld' te realiseren. Op Nederlands grondgebied zou 36 hectare voor zogenaamde "gemengde bedrijvigheid" worden bestemd. De uitgave hiervan zou in fases plaatsvinden. Ook deze plannen gingen niet door.
In 2018 besloot het Maastrichtse gemeentebestuur om in het Lanakerveld 32 hectare te reserveren voor de plaatsing van zonnepanelen. Dit in het kader van het doel van de gemeente Maastricht om in 2030 een klimaatneutrale stad te zijn. De panelen zullen door middel van een drie meter hoge groene afscheiding zoveel mogelijk aan het zicht worden onttrokken. In de directe omgeving staan op Belgisch grondgebied al enkele windturbines.
Aan de noordkant wordt het gebied doorsneden door de goederenspoorlijn Maastricht-Lanaken. Er bestaan vergevorderde plannen om deze spoorlijn geschikt te maken voor personenvervoer (zie sneltram Hasselt - Maastricht).